# Basiano
Basiano est une commune italienne d'environ 3 700 habitants située dans la ville métropolitaine de Milan, dans la région de la Lombardie, au Nord de l'Italie.

## Administration
| Période                                  | Période  | Identité             | Étiquette          | Qualité |
| ---------------------------------------- | -------- | -------------------- | ------------------ | ------- |
| 2009                                     | En cours | Costantino Cacciotti | Partito Socialista |         |
| Les données manquantes sont à compléter. |          |                      |                    |         |

### Communes limitrophes
Ornago, Roncello, Trezzano Rosa, Cavenago di Brianza, Pozzo d'Adda, Cambiago, Masate.